# Custodia Moreno Rivero
Custodia Moreno (Granada, 1943) és una infermera, activista i líder veïnal barcelonina. Va arribar a Barcelona l'any 1947, quan era una nena de quatre anys i ho va fer en un tren que es coneixia com el Sevillano, un tren que portava fins a Barcelona persones migrants majoritàriament procedents d'Andalusia i que buscaven feina i una vida millor.
La seva família es va instal·lar a les barraques del Carmel, al Turó de la Rovira. Va ser la primera dona de les barraques que va anar a la universitat i va estudiar infermeria sense tenir electricitat al seu domicili, que aleshores encara era una barraca més de les 550 que hi havia al Carmel i a Can Baró. Va lluitar perquè el seu barri tingués clavegueram, electricitat i aigua. Quan es va casar va anar a viure a una casa d'autoconstrucció que havien fet els seus pares.
Moreno va dirigir durant l'associació de veïns de Can Baró, de la qual formava part des del 1968. A Can Baró i al Carmel hi vivien unes 100 famílies distribuïdes en 550 barraques, algunes de les quals van seguir dempeus fins als anys noranta. Custodia Moreno va estar a primera línia de les reivindicacions pel dret dels barraquistes a obtenir les instal·lacions bàsiques de clavegueram, llum i aigua i un habitatge digne. L'any 1972, quan estava embarassada d'un dels seus dos fills, va liderar les reclamacions per aconseguir contenidors; l'any 74 va aconseguir, amb l'ajuda del veïnat implicat, que el clavegueram arribés a les barraques. També als anys setanta va promoure l'educació sexual i anticonceptiva entre les dones de les barraques del Carmel, i encara avui és un referent veïnal i una feminista convençuda.
Des de les associacions de veïns i la Vocalia de barri Moreno ha treballat per millorar el paviment, les comunicacions en transport públic i l'accés a Centres d'Atenció Primària i escoles. Entre el 1990 i el 1995 Custodia Moreno va ser consellera independent del Districte d'Horta-Guinardó sota el mandat de l'alcalde socialista Pasqual Maragall. El 2021 fou la pregonera de les Festes de la Mercè.

## Reconeixements
L'any 2009 va rebre la Medalla d'Honor de Barcelona. A més, el 2023 va ser commemorada pel Govern de Catalunya amb la Creu de Sant Jordi.